# 新利柏提 (伊利諾伊州)
新利柏提（英語：New Liberty）是位於美國伊利諾伊州波普縣的一個非建制地區。該地的面積和人口皆未知。

## 地理
新利柏提的座標為37°07′19″N 88°26′52″W / 37.12194°N 88.44778°W，而該地的平均海拔高度為104米（即341英尺）。